# 166P/NEAT
166P/NEAT 8 (166P/NEAT) — короткопериодическая комета типа Хирона, которая была открыта 15 октября 2001 года в рамках проекта NEAT и была описана как диффузный объект 20,3 m звёздной величины. Эта комета является одной из немногих, находящихся на орбите кентавров и проявляющих кометную активность, наряду с (2060) Хирон, (60558) Эхекл и несколькими другими. Интересно также то, что в цвете поверхности данной кометы много красного цвета. Обладает довольно длинным периодом обращения вокруг Солнца — всего чуть менее 52 лет. 
- Орбита кометы NEAT 8 и его положение в Солнечной системе